# Taenia asiatica
Taenia asiatica es una especie de gusano plano o platelminto parásito que provoca teniasis en humanos y cisticercosis en cerdos. Fue descrita por primera vez en Taiwán a finales del siglo xx —durante más de doscientos años fue confundida con T. saginata— y, aunque su extensión no es del todo conocida, nunca se ha detectado fuera de Asia.
Es muy similar a Taenia saginata, por lo que durante un tiempo se consideró una subespecie llamada T. saginata asiatica o T. saginata taiwanensis; sin embargo, las diferencias morfológicas, biológicas, moleculares y epidemiológicas hacen que hoy se clasifique como una especie distinta.
La transmisión de cerdos a humanos se produce por la ingesta de vísceras o hígado poco cocinado, mientras que la situación inversa ocurre por contacto con heces humanas que contengan huevos. Aunque nunca se ha descrito ningún caso, se especula por sus características que también podría causar cisticercosis en el ser humano además de en el cerdo.